# Qiryat Ye‘arim
Qiryat Ye‘arim (hebreiska: קרית יערים, Kiryat Ye’arim, Qiryat Ye‘arim Mosad, Kefar HaNo‘ar Qiryat Ye‘arim, קרית יערים-מוסד, כפר הנוער קרית יערים) är en ort i Israel.   Den ligger i distriktet Jerusalem, i den nordöstra delen av landet. Qiryat Ye‘arim ligger 719 meter över havet och antalet invånare är 3 400.
Terrängen runt Qiryat Ye‘arim är kuperad. Runt Qiryat Ye‘arim är det tätbefolkat, med 913 invånare per kvadratkilometer. Närmaste större samhälle är Jerusalem, 11,4 km öster om Qiryat Ye‘arim. Omgivningarna runt Qiryat Ye‘arim är i huvudsak ett öppet busklandskap.